# San Elizario, Texas
San Elizario, Texas (енгл. San Elizario) насељено је место без административног статуса у америчкој савезној држави Тексас.

## Демографија
По попису из 2010. године број становника је 13.603, што је 2.557 (23,1%) становника више него 2000. године.
| Група             | 2000.          | 2010.          |
| Белци             | 169 (1,5%)     | 116 (0,9%)     |
| Афроамериканци    | 17 (0,2%)      | 15 (0,1%)      |
| Азијати           | 1 (0,0%)       | 14 (0,1%)      |
| Хиспаноамериканци | 10.812 (97,9%) | 13.428 (98,7%) |
| Укупно            | 11.046         | 13.603         |